# Tussehoppet
Tussehoppet (norwegisch für Koboldsprungschanze) ist ein Gletscherhang im ostantarktischen Königin-Maud-Land. In der Gjelsvikfjella liegt er nahe der Troll-Station.
Wissenschaftler des Norwegischen Polarinstituts benannten ihn 2007.